# شرانغ رنغ مورزرد (مارغون)
شرانغ رنغ مورزرد (بالفارسية: شرانگ رنگ مورزرد) هي قرية تقع في إيران في قسم مارغون الريفي. يقدر عدد سكانها بـ 47 نسمة بحسب إحصاء 2016.